# Святогорский государственный историко-архитектурный заповедник
Святогорский государственный историко-архитектурный заповедник (СГИАЗ) — комплекс памятников истории и культуры XVII—XX вв.
Расположен у подножья меловых (Святых гор), на правом берегу реки Северский Донец (возле города Святогорск, Украина).
Создан в 1980 г. постановлением правительства УССР.
Удивительно живописная местность, которая издревле именуется Святыми Горами, находится в Краматорском районе и городе Святогорск Донецкой области. Здесь среди меловых холмов правого берега реки Северский Донец разместился архитектурный ансамбль Успенского мужского монастыря в составе 26 памятников градостроительства и архитектуры XVII—XIX вв.

## Состав заповедника
Основой заповедника является комплекс памятников истории и культуры XVII—XIX вв. Святогорской Свято-Успенской Лавры, памятника монументального искусства — памятник Артёму (Сергееву Ф. А.) 1927 г. ск. И. П. Кавалеридзе, Мемориальный комплекс периода Великой Отечественной войны на горе Артема, памятник на могиле лейтенанта В. М. Камышева (Дуб Камышева).
В 2011 г. к территории заповедника добавлено, с целью восстановления, место, где ранее находилась так называемая «Дача Потемкиных».

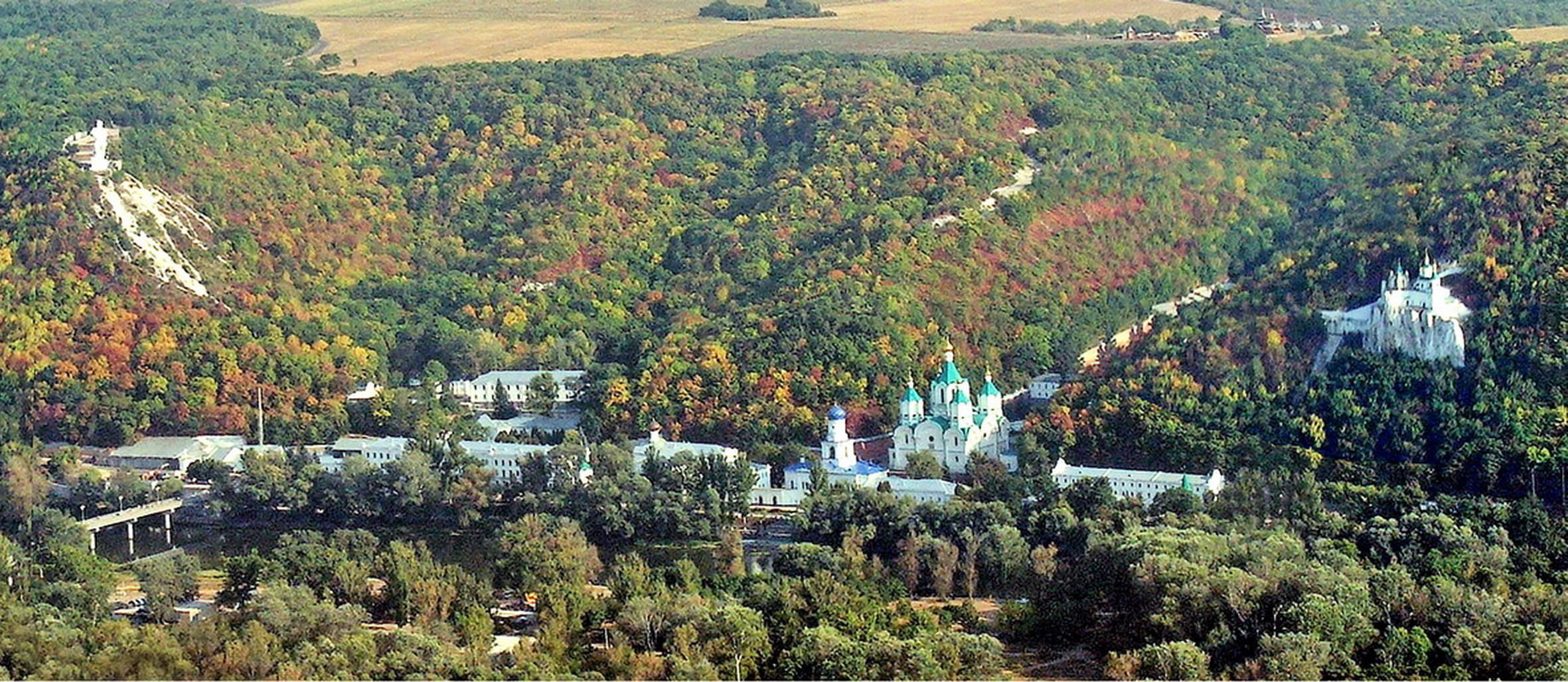
Комплекс памятников архитектуры Святогорского историко-архитектурного заповедника.

## Исторические сведения
Начальный период формирования монастырского комплекса приходится на время заселения бескрайних просторов «дикого поля» казачеством и создания первых сторож Русского государства, на приграничных с Крымским ханством территориях в конце XV — нач. XVI вв.
Удивительно живописная местность, которая издревле именуется Святыми Горами, находится в административных границах Славянского района и города-курорта Святогорск Донецкой области. Здесь среди меловых холмов правого берега реки Северский Донец разместился архитектурный ансамбль Успенского мужского монастыря в составе 26 памятников градостроительства и архитектуры XVII—XIX вв. Начальный период формирования монастырского комплекса приходится на время заселения бескрайних просторов «дикого поля» казачеством и создания первых сторож Русского государства, на приграничных с Крымским ханством территориях в конце XV — нач. XVI вв.
Первые исторические сведения о Святых Горах датируются 1526 годом, когда немецкий дипломат С. Герберштейн, а затем летописи под 1541 г и 1555 годами упоминают о наличии переправы через Донец и сторожевого пункта у Святых Гор. В 1-й четверти XVII в. уже существовал православный монастырь в Святых Горах, именуемый в документах — Святогорская пустынь Пречистой Богородицы. Как и пять столетий назад, останавливает на себе взор белый меловой утес, внутри которого сохранились пещерные храмы, кельи, усыпальницы, лабиринты ходов. Общая длина сохранившихся пещерных сооружений достигает 900 м, а объем 2,5 тыс. м3.
Композиционно-планировочная структура пещер свидетельствует о существовании здесь некогда обители общежительного типа с количеством монашествующих до 20 человек. Первый известный документ о Святогорской пустыни датируется 1620 годом, когда игумен Ефрем с 12 монахами получили жалованную грамоту от царя Михаила Федоровича на получение денежного пособия и хлеба из казны.
Вероятно к этому же периоду относятся и другие пещерные сооружения в Святых Горах, кельи монахов-пустынников, подземная церковь, получившая в XIX в. имя преподобных Киево-Печерских иноков Антония и Феодосия.
Настоящей жемчужиной заповедника является Николаевская церковь, созданная неизвестными мастерами на вершине меловой скалы в конце XVII в. Это уникальное кирпичное сооружение с меловым алтарем воссоздает в камне традиции деревянной народной архитектуры в период наивысшего расцвета украинского барокко в зодчестве.
Строительство монастырского комплекса у подножия меловой скалы относится к началу XVIII века, когда пожертвованиями изюмского полковника Ф. Шидловского возводится каменный Успенский собор и другие сооружения обители.
Развитие архитектурного ансамбля в стиле украинского барокко XVIII в. было прервано закрытием монастыря в 1787 г. по Указу Екатерины II о секуляризации церковных земель. Имущество обители вместе с земельными владениями в 30 тыс. гектар оказались во владении светлейшего князя Григория Потемкина-Таврического.
Возобновление Успенского монастыря под названием Святогорская общежительная Успенская пустынь состоялось в 1844 году по инициативе владельцев Святогорского имения А. М. и Т. Б. Потёмкиных.
Успенский собор и другие здания монастырского комплекса XVIII в. не сохранились после кардинальной реконструкции Святогорского ансамбля в сер. XIX века. В 1850 г. по проекту архитектора Тона Андрей Андреевича возводится Покровская церковь с колокольней, в 1859—1868 гг. — новый Успенский собор в псевдовизантийском стиле (автор проекта, архитектор А. М. Горностаев). К 50-м годам XIX в. относятся такие оригинальные сооружения Святогорского архитектурного комплекса как Андреевская часовня на меловой скале, Пещерник со входами в пещеры, дом настоятеля, казначейский корпус, Кирилло-Мефодиевская лестница на вершину скалы с Николаевской церковью, монастырская ограда с башнями. Во 2-й пол. ХІХв. завершается формирование архитектурного ансамбля монастыря строительством гостиничного, хозяйственного двора и келейных корпусов. Тогда же у входа в церковь пр. Антония и Феодосия формируется мемориальная зона захоронений известных княжеских и дворянских родов XIX в. — Голицыных, Куракиных, Платовых, Иловайских и др.
Всего в XIX веке было построено более 40 зданий и сооружений, которые вместе с памятниками XVII в. меловой скалы создали уникальный архитектурный ансамбль в ландшафте Святых Гор.
Необычайно красивая местность, легендарная история, святые реликвии и чудотворные образы св. Николая, Святогорской Божьей Матери привлекали в Святые Горы не только паломников, но и известных деятелей культуры, писателей, поэтов, художников, музыкантов. В разное время здесь бывали и оставили потомкам своё творческое наследие Г. Сковорода, Н. Голицын, А. Чехов, И. Бунин, В. Немирович-Данченко, С. Сергеев-Ценский, Ф. Тютчев, А. Муравьев, М. Цветаева.
В музеях и частных коллекциях сохраняются Святогорские пейзажи И. Репина, С. Василевского, Г. Гине, Ю. Федерса, О Кисилёва, В. Зарубина, М Ткаченко и др..
Несмотря на разрушительные процессы XX века и закрытие в 1922 году Святогорского монастыря, большая часть памятников истории и культуры сохранилась и реставрирована в период 1980—2004 гг. История Святых Гор, как уникального культурного явления с древнейших времен и до XX в., показана средствами музейной экспозиции. На территории заповедника действует исторический музей и выставочные залы.
Кроме памятников XVII—XIX вв. Святогорского монастыря в состав историко-архитектурного заповедника вошли такие объекты культурного наследия как памятник Артёму (Сергееву Ф. А.) 1927 г. скульп. И. П. Кавалеридзе, Мемориал Великой Отечественной войны на горе Артема, памятник-могила лейтенанта В. М. Камышева («Дуб Камышева»), руины утраченной усадьбы XIX в. владельцев Святогорского имения Потемкиных.
Всего в комплекс памятников истории и культуры Святогорского историко-архитектурного заповедника входят 30 объектов, знакомство с которыми предлагается во время экскурсий по заповеднику.
Из 30 памятников истории и архитектуры Святогорского историко-архитектурного заповедника, 20 объектов находятся на балансе Коммунального учреждения «Государственный историко-архитектурный заповедник в г. Святогорске», находятся в подчинении управления культуры и туризма Донецкой облгосадминистрации.

## Научные исследования
Профилирующие научные темы, разрабатываемые заповедником имеют семь направлений:
1. Археологические памятники Святогорья.
С 1982 г. заповедник проводит исследования памятников археологии Святогорья, совместно с другими научными и музейными учреждениями Донецкой области.
2.Архитектурный ансамбль Святогорского монастыря XVII-ХІХв.
Научно-проектные и реставрационные работы по памятникам Святогорского монастиря.
3. Памятник археологи и истории ХІХв. «Усадьба Потемкиных в Святых Горах».
К изучению этой темы заповедник приступил в 2004 году согласно областной программы «Святогорье-2004». На территории Усадьбы Потемкиных близ с. Татьяновка Славянского района проведены археологические раскопки, открыты фундаменты дворца и двух флигелей.
4.Памятник монументального искусства советского периода (памятник Артему(Ф.Сергееву), скульптор И. П. Кавалеридзе. 1927г)
Эту тему заповедник ведёт с 1981 года.
5. Великая Отечественная война. Мемориальный комплекс советским воинам. Дуб В.Камышева. «Святогорский плацдарм» 1941—1943 г.г.
В состав памятников заповедника входит Мемориал павшим советским воинам на горе Артёма, созданный на месте индивидуального захоронення генерал-майора Н. Ф. Батюка и братских могил солдат и офицеров Красной Армии, погибших в 1943 году при освобождении Святогорья от немецко-фашистских захватчиков.
6. Творческая палитра Святых гор.
Святые горы во все времена привлекали к себе творческих людей: художников, поэтов, писателей. Каждый, кто побывал здесь, оставлял в своем творчестве след о Святых горах. Заповедник формирует коллекцию художественных работ, где запечатлены Святые горы в разные исторические периоды, переиздаёт наиболее ёмкие произведения о Святых горах
7. Проблемы охраны и использования объектов культурного наследия.
Это одна из профильных научных тем заповедника, где собран практически весь научный аппарат по проблемам реставрации и сохранении памятников истории и архитектуры. Накопленный опыт позволил организовать на базе заповедника в 1995 году научно практический семинар по вопросам исследований, реставрации и использования памятников истории и культуры (к 15-летию основания заповедника), а в 2005 году — Всеукраинскую научно-практическую конференцию «Проблемы охраны и использования культурного наследия в Украине».

## Адрес
Адрес заповедника: 84130, Украина, г. Святогорск,
ул. Заречная 3, корпус 20.

## Краткий список публикаций сотрудников заповедника
- Дедов В. Н. Славяногорск. Путеводитель. Донецк : Донбасс, 1984. — 56 c.
- Дедов В. Н. Святые Горы. От забвения к возрождению. Издание 3-е (переработанное и дополненное): Донецк: Ваш имидж, 2009. — 220 c.; 32 л. цв. ил.
- Дєдов В. М. Творчі здобутки Івана Кавалерідзе в Донбасі. Науково-популярний нарис. Слов’янськ: Друкарський двір, 2002. — 78 с.ил.
- Дєдов В. М. Святогірська Свято-Успенська Лавра. Видання 2-ге доповнене і виправлене. — Слов’янськ, Друкарський двір, 2010. — 154 с. Ил.
- Святогірський альманах. 2006—2010. Збірка наукових праць Святогірського історико-архітектурного заповідника.- Донецьк: «Ваш имидж», 2006.-2010. — 162 с.
- Садиба Потьомкіних ХІХ ст. в Святих Горах. Буклет виставки. (Автор-упорядник В. М. Дєдов). — Донецьк: «Ваш имидж», 2007. Ил.
- А. П. Чехов в Святих Горах. Серия «Писатели XIX века о Святых Горах», издаваемая Святогорским историко-архитектурным заповедником т.І. (комментарий, вступ. слово Дедова В. Н.) — Донецк: «Донбасс», 2010.- 87 с. ил.
- Немирович-Данченко Вас. И. Святые Горы (очерки и впечатления). Серия «Писатели XIX века о Святых Горах», издаваемая Святогорским историко-архитектурным заповедником, т. ІІ.(комментарий, вступ. слово Дедова В. Н.). Донецк: «Донбасс», 2010.- 288 с.ил.
- А. М. Муравьёв о Святых Горах. Серия"Писатели XIX века о Святых Горах", издаваемая Святогорским историко-архитектурным заповедником, т.ІІІ. (комментарий, вступ. слово Дедова В. Н.) — Донецк: «Донбасс»,2010.-192с.ил.
- Святогорский плацдарм 1941—1943.Документы и свидетельства участников боев. Подготовлено к изданию Святогорским историко-архитектурным заповедником. (Составитель Дедов В.Н). — Донецк: Ваш имидж, 2008. — 284 с., ил.
- Дедов В. Н. Святогорское имение и его владельцы с конца XVIII до нач. XX века — Донецк. Журнал «Донбасс», ООО РА «Ваш имидж», 2007. — 56 с.ил.
- Материалы исследований, реставрации и использования памятников истории и культуры. (к 15-летию основания заповедника). Научно-практический семинар. 29-30 мая 1995 г. Славяногорск, 1995 — 86 с.
- Проблеми збереження і використання культурної спадщини в Україні. Матеріали Всеукраїнської науково-практичної конференції (на базі Державного історико-архітектурного заповідника м. Святогірськ Донецької області). 25-27 травня 2005 року. Слов’янськ: Друкарський двір, 2005. — 340 с.

Полный список доступен на Официальный сайт Святогорского государственного историко-архитектурного заповедника (недоступная ссылка)

## Писатели о Святых Горах
- Чехов, Антон Павлович. Перекати-поле
- Бунин, Иван Алексеевич. «Святые горы»
- Тютчев, Фёдор Иванович. «Святые горы»
- Василий Иванович Немирович-Данченко «Святые горы»
- Олекса Петрович Стороженко. «Закоханий чорт»
- Сергеев-Ценский, Сергей Николаевич. «Сад»
- Андрей Николаевич Муравьёв «про Святые гори». Зб. произведений
- Евгений Львович Марков «Святые Гори. Поездка по Донцу»